# Jimmy Robertson
James „Jimmy“ Robertson (* 3. Mai 1986) ist ein englischer Snookerspieler. 2002 spielte er erstmals auf der Main Tour und seit 2009 ist er durchgängig Snookerprofi.

## Karriere

### Die Anfänge
Jimmy Robertson begann mit acht Jahren mit dem Snookerspielen, war in seiner Jugend aber auch ein begabter Fußballspieler. Bis zum Alter von 14 oder 15 Jahren war er beim Londoner Profiverein Crystal Palace, dann fiel die Entscheidung jedoch zugunsten einer Snookerkarriere. Mit 14 Jahren spielte er bei der englischen Amateurmeisterschaft mit und bei den Junior Play-offs, einem britischen Qualifikationsturnier für Jugendliche, gewann er 2002 bereits mit 16 Jahren einen Platz auf der Snooker Main Tour. In seinem ersten Lehrjahr gelang ihm jedoch lediglich ein einziger Sieg beim LG Cup und er fiel sofort wieder aus der Profitour heraus.
Über die Challenge Tour und die PIOS-Serie versuchte er erfolglos die erneute Qualifikation. Zwischenzeitlich hatte er aber auch mit gesundheitlichen Problemen zu kämpfen, die ihm das Training und das Spiel schwer machten. Er nahm aber auch an Turnieren wie der Junioreneuropameisterschaft und der Pontins Pro-Am-Tour in Wales teil und hatte dabei Achtungserfolge wie Siege über Michael Wild und Judd Trump. Für seine Leistungen im Amateurbereich bekam er 2007 eine erneute Chance auf der Main Tour dank einer Nominierung durch den englischen Verband EASB. Zwar konnte er bei den Turnieren diesmal mehrfach sein Auftaktspiel gewinnen und in der Qualifikationsgruppe zum Grand Prix 2007 besiegte er Spieler wie Jimmy White und Robert Milkins, für den Tourverbleib war dies aber zu wenig.
2009 gelang ihm schließlich der Einzug ins Finale um die nationale Amateurmeisterschaft. Er gewann den Titel mit einem 9:8-Sieg über David Craggs und qualifizierte sich zugleich als bester englischer Amateur wieder für die Main Tour. Bereits beim ersten Weltranglistenturnier der Saison 2009/10 in Shanghai stieß er bis in die letzte Qualifikationsrunde vor und verpasste nur knapp gegen Graeme Dott seine erste Finalrundenteilnahme. Auch bei der UK Championship und den China Open überstand er jeweils zwei Qualifikationsrunden und so schloss er die Spielzeit als 63. der Weltrangliste ab, was gerade so für den Tourverbleib reichte.

### Konstante Jahre in den Top 64
In der Saison 2010/11 spielte Robertson recht erfolgreich bei der neu eingeführten Players Tour Championship. Bei der zweiten Veranstaltung der Minor-Ranking-Serie erreichte er das Viertelfinale und weitere drei Mal stand er im Achtelfinale. Beim German Masters 2011 verpasste er erneut nur knapp die Endrundenqualifikation. Ausgerechnet beim wichtigsten Turnier der Saison, der Snookerweltmeisterschaft, schaffte er schließlich seine erste Teilnahme an einer Finalrunde eines vollwertigen Weltranglistenturniers. In der Qualifikation besiegte er u. a. Tony Drago und Ken Doherty.
In seinem ersten Match im Crucible Theatre unterlag er aber Mark Selby deutlich mit 1:10. Das Jahr darauf begann nicht so erfolgreich. Erst beim Paul Hunter Classic erreichte er wieder ein Achtelfinale. Bei der Kay Suzanne Memorial Trophy gelang ihm dann mit dem Einzug ins Halbfinale eine neue Bestleistung. Die kleinen PTC-Turniere brachten ihm aber nicht viele Punkte für die Rangliste und bei den großen Turnieren kam er nicht über die zweite Runde hinaus. Einzige Ausnahme waren die World Open, wo er sich zum zweiten Mal für ein Hauptturnier qualifizierte und erst in der Runde der Letzten 32 ausschied. Obwohl er gezeigt hatte, dass er Top-32-Spieler wie Barry Hawkins und Ken Doherty schlagen konnte, stagnierte er in der Rangliste zwischen Platz 50 und 60.
Dies setzte sich auch in den folgenden beiden Jahren fort. 2012/13 überstand er zwar beim Shanghai Masters und bei den China Open die Qualifikation, er erreichte aber nur ein PTC-Achtelfinale und schied in den weiteren Turnieren oft früh aus. Beim Snooker Shoot-Out, einem Sonderformat über einen Frame mit Zeitbeschränkung erreichte er das Achtelfinale. In seinem Match gegen Tian Pengfei machte er innerhalb von 131 Sekunden 57 Punkte und gewann noch mit 65:61. Für die Clearance wurde er bei den jährlichen World-Snooker-Auszeichnungen mit dem „Magic Moment Award“ ausgezeichnet. Die Saison 2013/14 begann er mit einem PTC-Viertelfinale bei den Bulgarian Open und einer weiteren Hauptrunde in China beim Wuxi Classic, wo er 4:5 gegen Scott Donaldson verlor. Beim Rotterdam Open bezwang er Judd Trump, inzwischen Nummer 3 der Welt, mit 4:3. Beim Bluebell Wood Open besiegte er mit Stuart Bingham einen weiteren Top-8-Spieler und erreichte das Viertelfinale. Danach folgte aber eine Phase, in der er fast ausschließlich in der ersten oder zweiten Runde verlor, und er machte seine Fortschritte wieder zunichte. Erst am Saisonende kam er bei der WM wieder bis auf eine Runde ans Crucible heran.
2014/15 war die Runde der Letzten 32 beim Shanghai Masters ein erster Erfolg. Beim Haining Open erreichte er zum zweiten Mal ein PTC-Halbfinale und verpasste das Endspiel nur knapp mit 3:4 gegen Oliver Lines. Das Ergebnis wiederholte er bei den Gdynia Open, wenn auch das Halbfinale diesmal klar verloren ging. Bei den großen Ranglistenturnieren erreichte er immerhin fast immer Runde 2. Einen Sprung nach vorne machte er aber, als er bei der Weltmeisterschaft nach einem umkämpften 10:9 gegen Xiao Guodong zum zweiten Mal die Endrunde erreichte. Zwar war an Marco Fu kein Vorbeikommen, aber in der Weltrangliste stieg er bis auf Platz 41. Im Jahr darauf dauerte es bis zum Haining Open, wo er seinen Halbfinaleinzug von Vorjahr wiederholte, bis er wieder in Form kam. Anschließend besiegte er bei der International Championship den 8. der Weltrangliste Barry Hawkins und zog erstmals ins Achtelfinale eines vollwertigen Ranglistenturniers ein. Bei den Welsh Open, den China Open und der Weltmeisterschaft schaffte er es jeweils in Runde 3 und damit erreichte er mit Platz 34 einen vorläufigen Karrierehöhepunkt.

### Vorstoß in die Top 32

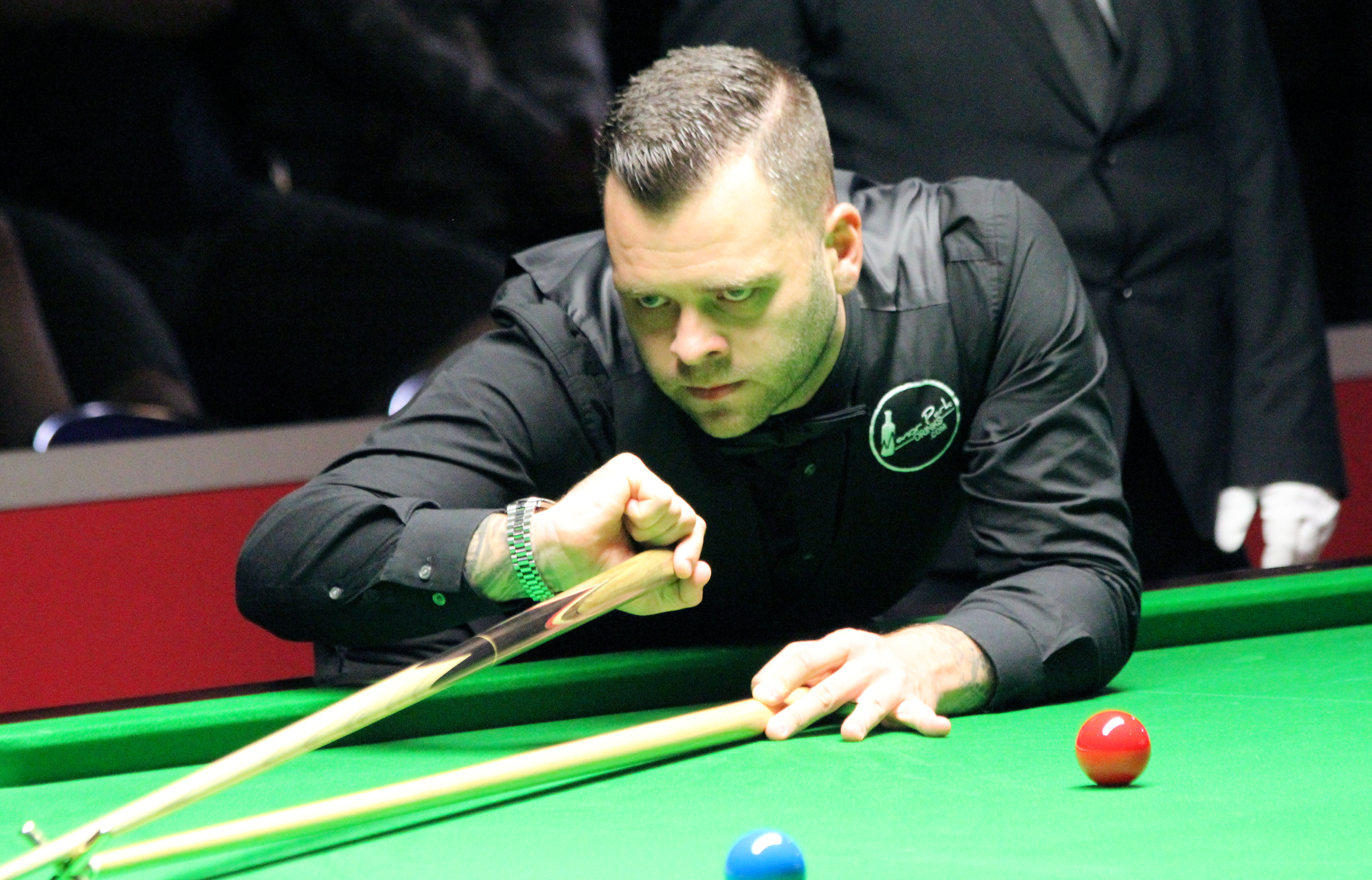
Jimmy Robertson beim Paul Hunter Classic 2018

In der Saison 2016/17 fielen die PTC-Turniere weg, bei denen er regelmäßig gepunktet hatte. Das Riga Masters behielt das Format bei und er kam immerhin ins Achtelfinale, es zählte aber nicht viel für die Rangliste. Es war das einzige Mal, dass er so weit kam. Fünfmal kam er bis in die Runde der Letzten 32, erstmals auch bei der UK Championship und zum dritten Mal bei der Weltmeisterschaft, wo er bei der 8:10-Niederlage gegen Mark Allen dem Achtelfinale recht nahekam. Da er aber nicht weiter kam, verpasste er auch den Vorstoß unter die Top 32 der Welt. Die folgende Saison begann verhalten, erst beim World Open hatte er wieder einen größeren Erfolg mit dem Erreichen des Achtelfinales, das er gegen Mark Williams verlor. Es folgte eine Serie von fünf Turnieren, bei denen er die Letzten 32 erreichte, dann aber jeweils ausschied. Schließlich stellte er beim German Masters eine neue Karrierebestleistung auf, als er erstmals ein Viertelfinale eines Ranglistenturniers erreichte und dann erneut gegen Williams ausschied. Dies brachte ihn erstmals zwischenzeitlich auf Platz 32 der Weltrangliste. Drei schwächeren Ergebnissen folgte eine weitere WM-Endrunde zum Saisonende. Zum dritten Mal in der Saison war Mark Williams, der danach Weltmeister wurde, für ihn Endstation und damit die Top 32 außer Reichweite.
Die Saison 2018/19 brachte in der ersten Phase vier Auftaktniederlagen, nur beim Paul Hunter Classic kam Robertson bis ins Achtelfinale. Beim European Masters kam er durch ein 4:3 und 68:66 im Entscheidungsframe gegen Anthony McGill zum zweiten Mal in ein Ranglistenviertelfinale. Er besiegte Mark Allen mit 4:2 und Mark King mit 6:4 und spielte gegen Joe Perry um den Turniersieg. In seinem ersten Main-Tour-Finale profitierte er von einer schnellen 5:0-Führung, von der er bis zum Schluss zehrte und schließlich mit 9:6 seinen ersten Profititel gewann. Im weiteren Saisonverlauf konnte er den Erfolg aber nicht so richtig bestätigen. Er schied meist in der zweiten und dreimal in der dritten Runde aus. Als Nummer 15 der Saisonrangliste hatte er sich für die Players Championship qualifiziert, musste dort aber einen whitewash gegen Judd Trump hinnehmen, bei dem ihm in 6 Frames nur 69 Punkte gelangen. Bei der Weltmeisterschaft 2019 verlor er in Runde 2 mit 9:10 gegen Tourneuling Joe O’Connor. In der Gesamtbilanz bedeutete das zum Saisonabschluss Platz 24 in der Weltrangliste.
Um diesen Platz herum bewegte er sich auch in der folgenden Saison. Es gab zwar mehrere Auftaktniederlagen, meist erreichte er aber die zweite oder dritte Runde. Bei den Scottish Open stieß er bis ins Achtelfinale vor und bei den Gibraltar Open stand er zum dritten Mal in seiner Karriere in einem Viertelfinale eines Ranglistenturniers, das er mit 3:4 gegen Xiao Guodong verlor. Die Stagnation bedeutete aber, dass er in der Saison 2020/21 umso mehr Punkte wettmachen musste, wenn sein Turniersieg nach zwei Jahren aus der Wertung fiel. Es begann aber mit einer Reihe von Erstrundenniederlagen, lediglich bei den English Open kam er in Runde 3. Zur Saisonhälfte war er bereits auf Platz 60 gefallen. Drei Siege in der ersten Gruppenphase der neuen WST Pro Series und weitere Auftaktsiege stoppten seinen Abstieg jedoch rechtzeitig und ein knapper Sieg mit 6:5 gegen Zhao Jianbo bei der abschließenden Weltmeisterschaft genügte für Platz 63 in der Weltrangliste, wodurch er knapp seinen Profistatus halten konnte.
Jimmy Robertson besitzt in seinem Geburts- und Wohnort Bexhill-on-Sea an der englischen Südküste einen Snookerclub.

## Erfolge
Ranglistenturniere:
- Sieger: European Masters (2018)
- Viertelfinale: German Masters (2018), Gibraltar Open (2020)

Minor-Ranking-Turniere (PTC):
- Halbfinale: Kay Suzanne Memorial Trophy (2011), Haining Open (2014, 2015), Gdynia Open (2015)

Amateurturniere:
- UK Under-19 Snooker Star of the Future Tournament – 2002[5]
- Englischer Meister (2009)